# Kirche von Köping

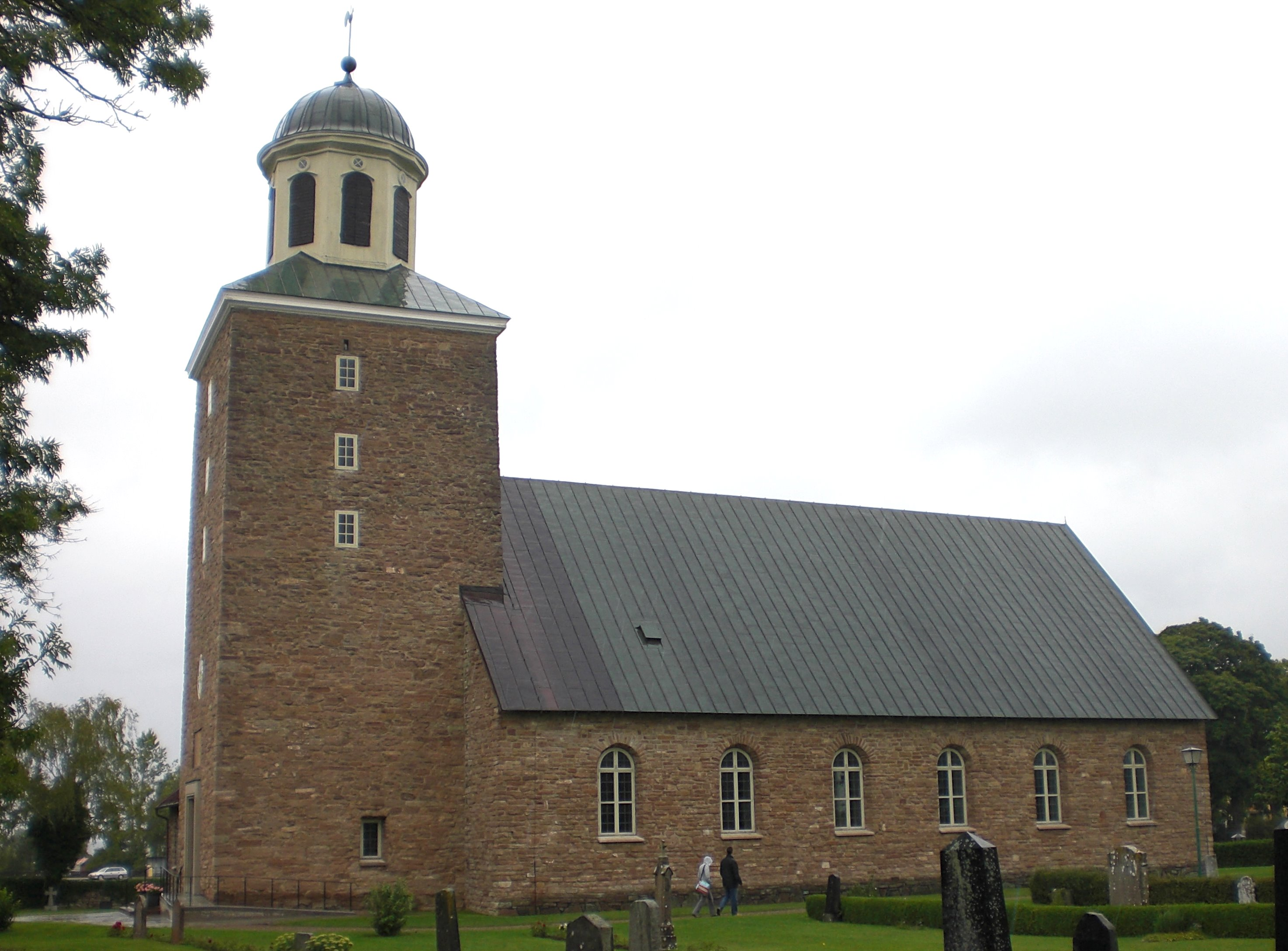
Kirche von Köping

Die Kirche von Köping (schwedisch Köpings kyrka) ist die Kirche des Ortes Köpingsvik auf der schwedischen Ostseeinsel Öland.
Die heutige Kirche entstand 1955, jedoch stand bereits im Mittelalter in Köpingsvik eine steinerne Kirche. Diese gehörte zu den größten Kirchen Schwedens, welche aber in der Zeit um 1200 durch eine zweitürmige Wehrkirche ersetzt wurde. Diese Wehrkirche wiederum wurde 1805 abgerissen.
Im Kirchturm befindet sich die sogenannte Kunststeinkammer, in der viele in der näheren Umgebung gefundene Bild- und Runensteine ausgestellt sind. Einige von ihnen weisen noch Reste der ursprünglichen Farbgebung auf.